# Kiyoshi Kobayashi
Kiyoshi Kobayashi (Tokyo, 11 gennaio 1933 – 30 luglio 2022) è stato un doppiatore giapponese.

## Biografia
Era conosciuto soprattutto per aver doppiato dal 1969 al 2021 il personaggio di Daisuke Jigen in tutti i prodotti dedicati a Lupin III, tranne in La cospirazione dei Fuma.
Fu voce narrante nelle serie Ryuusei Ningen Zone, Uchuu Keiji Sharivan, Kyojuu Tokusou Juspion, Kamen Rider BLACK, e Gaogaigar nel film Godzilla vs. Mechagodzilla.
Doppiò Gori in Spectreman, BaraDarts in Chouriki Sentai Ohranger, VRV Master in Gekisou Sentai Carranger, Dekius in Seijuu Sentai Gingaman, Violence Jack nell'OAV Hell City, Detective Kido in Choujin Barom-1, Watari in Death Note e Kouga Danjo in Basilisk: I segreti mortali dei ninja.
Prestò la sua voce anche a diversi personaggi nei videogiochi.
Il 6 settembre 2021, il sito dedicato alla sesta serie di Lupin annunciò il ritiro di Kobayashi dopo il doppiaggio dell'episodio zero della serie; Kobayashi verrà poi sostituito da Akio Ōtsuka.
È morto il 30 luglio 2022 all'età di 89 anni.

## Filmografia
- Lupin III
- Godzilla vs. Mechagodzilla
- Violence Jack
- Basilisk: I segreti mortali dei ninja

## Doppiaggio

### Film
- Mazinga Z contro il Generale Nero (Generale delle Tenebre)

### Serie televisive
- Ultralion (Gorsun)

### Serie animate
- Basilisk: I segreti mortali dei ninja (Kouga Danjo)
- City Hunter (Clark)
- Death Note (Watari)
- Le bizzarre avventure di JoJo (Mohammed Avdol)
- Le avventure di Lupin III (Daisuke Jigen)
- Le nuove avventure di Lupin III (Daisuke Jigen)
- Lupin, l'incorreggibile Lupin (Daisuke Jigen)
- Lupin the Third - La donna chiamata Fujiko Mine (Daisuke Jigen)
- Lupin III - L'avventura italiana (Daisuke Jigen)
- Lupin III - Ritorno alle origini (Daisuke Jigen)
- Lupin III - Una storia senza fine (Daisuke Jigen; solo ep. 0)
- Rocky Joe (Inaba, Numata)

### Videogiochi
- Blood Will Tell: Tezuka Osamu's Dororo (Narratore)
- Cobra the Arcade (Crystal Bowie)
- Ghost in the Shell (Ishikawa)
- Panzer Bandit (Ein)
- Project Zero (Junsei Takamine)
- Samurai Shodown II (Jubei Yagyu)
- Samurai Shodown IV: Amakusa's Revenge (Jubei Yagyu)
- Samurai Shodown V (Jubei Yagyu)
- Samurai Shodown Sen (Jubei Yagyu)
- World of Final Fantasy (Odino)